# Brett Robinson (atleta)
Brett Robinson (Canberra, 8 maggio 1991) è un maratoneta e mezzofondista australiano.
Ha partecipato ai Giochi di Rio de Janeiro 2016 e di Tokyo 2020, gareggiando in eventi di maratona e mezzofondo.